# Georg von Stackelberg

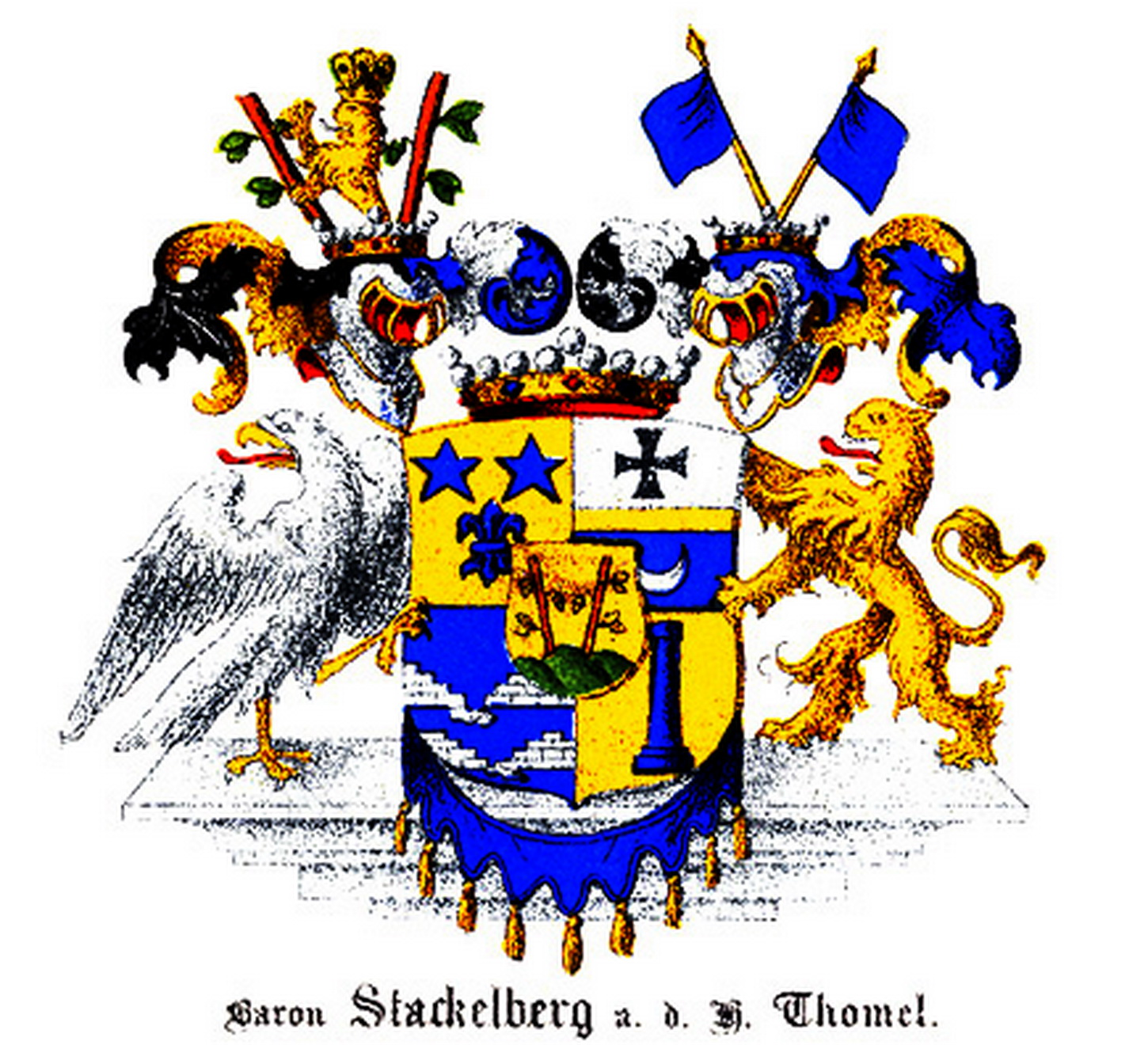
Escudo de armas de la rama Thomel de la familia Stackelberg de 1728.

Georg August Paul Freiherr von Stackelberg (en ruso: Георгий Карлович Штакельберг, romanizado: Georgij Karlovič Štakel'berg; 30 de julio de 1851 - 25 de julio de 1913) fue un general de caballería alemán del Báltico en el servicio del Ejército Imperial Ruso. Destacó por su papel durante la guerra ruso-japonesa, especialmente durante la batalla de Sandepu, en la que consiguió ser condecorado con la Orden de San Jorge.

## Biografía
Stackelberg pertenecía a una familia noble alemana del Báltico y se graduó de la Academia de Estado Mayor General Nicolás en 1869. Su hermano mayor Konstantin fue un famoso compositor y el director del Coro Imperial de Música (ahora Orquesta Filarmónica de San Petersburgo).
Como comandante del 1.º Regimiento de Cosacos de Semirechye entre 1874 y 1876, Stackelberg se distinguió durante la conquista rusa del Kanato de Jiva y en la expedición Kokand de 1875 a las órdenes del General Konstantin von Kaufman. Fue herido en combate, y aunque fue nominado a numerosas condecoraciones, rechazó aceptar ninguna.
Entre el 18 de agosto de 1886 y el 5 de diciembre de 1890, Stackelberg comandó el 25.º Regimiento de Dragones en Kazán. Después fue asignado a comandar los Cosacos Transcaspios hasta el 3 de diciembre de 1897, seguido de la 15.ª División de Caballería hasta el 31 de mayo de 1899.
Stackelberg estaba al mando de la 10.ª División de Caballería durante la supresión de la Rebelión de los Bóxers en China y la ocupación rusa de Manchuria. Después, fue asignado al mando del 2.º Cuerpo de Ejército Siberiano a partir del 25 de abril de 1901 hasta el 11 de febrero de 1902. Después fue el comandante del 1.º Cuerpo de Caballería entre el 11 de febrero de 1902 y el 3 de febrero de 1904.
A partir del 5 de abril de 1904, durante la guerra ruso-japonesa, Stackelberg estuvo al mando del 1.º Cuerpo de Ejército Siberiano ruso, que jugó un importante papel en la batalla de Te-li-Ssu. Obstaculizado por las órdenes del comandante en jefe ruso Aleksei Kuropatkin para no comprometer todas sus reservas, y de librar una batalla defensiva en lugar de avanzar en una ofensiva, sus fuerzas fueron derrotadas decisivamente por el Segundo Ejército Japonés a las órdenes del General Oku Yasukata. En la subsiguiente batalla de Sandepu, Stackelberg eligió ignorar las órdenes de Kuropatkin y logró avances contra posiciones japonesas atrincheradas,  aunque con grandes pérdidas, pero se vio obligado a retirarse cuando se le negaron refuerzos. Relevado del mando por insubordinación, fue enviado de vuelta a San Petersburgo tras la batalla, donde fue compensado con la Orden de San Jorge (4.ª clase) por sus acciones.

## Condecoraciones
- Orden de San Estanislao, 3.ª clase
- Orden de Santa Ana 3.ª clase con espadas
- Orden de San Estanislao, 2.ª clase con espadas (1873)
- Orden de San Vladimir, 4.ª clase con espadas (1876)
- Orden de Santa Ana 2.ª clase con espadas (1877)
- Orden de San Estanislao, 1.ª clase (1894)
- Orden de Santa Ana 1.ª clase (1898)
- Orden de San Vladimir, 2.ª clase con espadas (1901)
- Orden del Águila Blanca (1901)
- Orden de San Alejandro Nevski (1905)
- Orden de San Jorge, 4.ª clase (1905)
- Espada Dorada con la inscripción "Por Valentía"  (1876)